# Oscar Levertin
Oscar Ivar Levertin (17. července 1862 Norrköping – 22. září 1906 Stockholm) byl švédský spisovatel, básník, kritik a literární historik. Levertin byl dominantním hlasem švédské kulturní scény od roku 1897, kdy začal psát vlivné významné eseje a recenze do deníku Svenska Dagbladet.

## Život
Narodil se v rodině Philipa Levertina (1829–1899) a Sophie rozené Davidsonové (1839–1906). Měl dva sourozence: Larse (1865–1940) a Annu (1869–1960). Jeho první ženou byla Elisabeth Svanströmová (1860–1889), druhou Ebba Nathalia von Redlich (1867–1912).
Od roku 1899 až do své smrti v roce 1906 vedl katedru literární historie na univerzitě ve Stockholmu, v této roli publikoval rozsáhlé studie, zejména ve švédské literatuře 18. století.
Ve svých vlastních sbírkách povídek v 80. letech 19. století se Levertin připojil k přírodovědecké škole beletrie, jejímž nejvýznamnějším členem byl August Strindberg . V roce 1888 však dříve neslyšený švédský romantický poetický hlas Vernera von Heidenstama Vallfart och vandringsår změnil Levertinovy stylistické ideály. Levertin a Heidenstam vydali v roce 1890 společně brožuru útočící na přírodovědecký styl, a přestože Levertin nikdy neměl opustit svůj vědecký a materialistický pohled na dějiny (což ho odlišuje od ostatních básníků jeho generace), jeho literární energie se od té doby soustředila do poezie romantického, exotického a historického charakteru. Spolu s Heidenstamovým dílem, Levertinova první sbírka poezie, Legender och visor (Legendy a písně), zažehla v 90. letech 19. století švédskou módu historické, zejména „středověké“, literatury. Na rozdíl od Heidenstamovy a mnoha dalších švédských poezií z 90. let 19. století byl Legender och visor oproštěn od švédského nacionalismu a čerpal z mnoha evropských i blízkovýchodních zdrojů. Tento svazek byl uznávaný, i když nebyl široce čtený. Básně ze svazku, včetně balady „Flores och Blanzeflor“, zůstaly ve švédských školách až do 70. let 20. století.

### V kultuře
Levertin je zobrazen jako Olof Levini v románu Hjalmara Söderberga z roku 1912 Vážná hra (Den Allvarsamma Leken).

## Dílo
- Från Rivieran: skisser från Medelhavskusten (1883)
- Småmynt (1883)
- Konflikter: nya noveller (1885)
- Pepitas bröllop (with Verner von Heidenstam) (1890)
- Lifvets fiender: berättelse – Stockholm: Albert Bonnier, 1891
- Legender och visor (1891)
- Diktare och drömmare (1898)
- Rococo-noveller (1899)
- Magistrarne i Österås (1900)
- Svenska gestalter (1903)
- Kung Salomo och Morolf (1905)
- Från Gustaf III: s dagar – Stockholm: A. Bonnier, 1908
- Jacques Callot: eine Studie – Minden: Bruns, 1911
- Oscar Levertins dikter – Stockholm: A. Bonnier, 1945

### V češtině
- Na zahradní cestě – ze sbírky Rococonoveller přeložil Gustav Pallas; in: 1000 nejkrásnějších novel... č. 10. Praha: J. R. Vilímek, 1911
- Rokokové novely. I, [Kalonymus. S králem Gustavem v Lucce. Z deníku milujícího srdce. Měšťanské rokoko] – př. Gustav Pallas. Praha: Jan Otto, 1917
- Nepřátelé života – př. Ivan Schulz: Praha: Alois Srdce, 1919[2]